# Курунта
Курунта је био хетитски краљ, рођак и савладар Тудхалије IV. Владао је од 1228. до 1227. године (доња хронологија). 

## Владавина
Курунта је био син хетитског краља Муваталија II кога је са престола свргнуо стриц Хатушилиш. Међутим, односи између Хатушилиша и Курунте били су пријатељски. Хатушилиша је на престолу наследио син Тудхалија. Између два владара склопљен је споразум који је у суштини потврдио раније договоре Хатушилиша III и Курунте. Тудхалија је Курунти дао још више територије и смањио му обавезе слања војске и плаћање пореза везаних за снабдевање култова. Дао му је и наследно право. Курунта је увек био веран Тудхалију. За то је био награђен. Владао је свега годину дана. Умро је 1227. године п. н. е. 

## Владари Новог хетитског краљевства
| Владар                                | Владавина             | Догађај                                        |
| ------------------------------------- | --------------------- | ---------------------------------------------- |
| Тудхалија I                           | 15. век п. н. е.      | могуће унук Зиданте II                         |
| Арнуванда I                           |                       | зет Тудхалија I                                |
| Хатушилиш II                          |                       | постојање и владавина овог владара су оспорени |
| Тудхалија II                          | 1360? – 1344 п. н. е. | син Арнуванде                                  |
| Тудхалија III "Млађи"                 |                       | Син Тудхалија II                               |
| Шупилулијума I                        | 1344–1322 п. н. е.    | Син Тудхалија II                               |
| Арнуванда II                          | 1322–1321 п. н. е.    | Син Шупилулијуме                               |
| Муришилиш II                          | 1321–1295 п. н. е.    | Син Шупилулијуме                               |
| Муватали II                           | 1295–1272 п. н. е.    | Битка код Кадеша                               |
| Муришилиш III познат и као Урши-Тешуб | 1272–1267 п. н. е.    | Син Муваталија II                              |
| Хатушилиш III                         | 1267–1237 п. н. е.    | мировни уговор са Египтом                      |
| Тудхалија IV                          | 1237–1209 п. н. е.    | битка код Нихрије                              |
| Курунта                               | 1228–1227 п. н. е.    | Син Муваталија II                              |
| Арнуванда III                         | 1209–1207 п. н. е.    | Син Тудхалија IV                               |
| Шупилулијума II                       | 1207–1178 п. н. е.    | Син Тудхалија IV; пад Хатуше                   |